# Pogung Juru Tengah
Pogung Juru Tengah is een bestuurslaag in het regentschap Purworejo van de provincie Midden-Java, Indonesië. Pogung Juru Tengah telt 1677 inwoners (volkstelling 2010).